# Jezerci
Jezerci su naseljeno mjesto u općini Travnik, Federacija Bosne i Hercegovine, BiH.
Nalazi se sjeveroistočno od Travnika.

## Stanovništvo

### 1991.
Nacionalni sastav stanovništva 1991. godine, bio je sljedeći:
ukupno: 643
- Muslimani - 413
- Hrvati - 215
- ostali, neopredijeljeni i nepoznato - 15

### 2013.
Nacionalni sastav stanovništva 2013. godine, bio je sljedeći:
ukupno: 338
- Bošnjaci - 325
- Hrvati - 11
- ostali, neopredijeljeni i nepoznato - 2